# ノ村優介
ノ村 優介（のむら ゆうすけ、1987年3月2日 - ）は、日本の漫画家。京都府出身。

## 来歴
日向武史の『あひるの空』や諫山創の『進撃の巨人』のもとでアシスタントを経験。2013年に『砂人の皇』で漫画家としてデビューする。
2018年、『週刊少年マガジン』にて『ブルーロック』を連載開始。
2021年、作画を務める『ブルーロック』が第45回講談社漫画賞少年部門を受賞した。

## 作品リスト

### 漫画作品
- 2023年10月現在。
- 〈種〉連載か読切かで2種に大別。
- 〈収〉未：書籍の単行本未収録。

|  | 連載作品 |  | 読切作品 |

|   | 作品名          | 種   | 発行           | 掲載                                      | 収 | 備考           |
| - | --------------- | ---- | -------------- | ----------------------------------------- | -- | -------------- |
| 1 | 砂人の皇        | 読切 | 講談社         | 『週刊少年マガジン』 2013年18号           | 未 |                |
| 2 | ドリィ♡キルキル | 連載 | マンガボックス | 『マンガボックス』2014年37号 - 2017年43号 | —  | 原作：蔵人幸明 |
| 3 | ブルーロック    | 連載 | 講談社         | 『週刊少年マガジン』 2018年35号 -         | —  | 原作：金城宗幸 |

### 書籍

#### 漫画単行本
- 『ドリィ♡キルキル』、原作：蔵人幸明、講談社〈講談社コミックス〉2015年 - 2017年、全11巻
- 『ブルーロック』、原作：金城宗幸、講談社〈講談社コミックス〉2018年 - 、既刊35巻（2025年8月12日現在）

## 関連人物
アシスタント
- 蒲夕二